# أنجيلا باركر
انجيلا باركر (بالإنجليزية: Angela Barker)‏ هي محامية أسترالية عن ضحايا العنف المنزلي.

## الاعتداء والشفاء
في 7 مارس 2002- في السادسة عشرة من عمرها- تعرضت أنجيلا للاعتداء من قبل صديقها البالغ من العمر 20 عامًا، الذي كان يواعدها منذ ان كانت انجيلا تبلغ من العمر 14عام وقد اعتدى عليها بالفعل عدة مرات. بلغت هجماته ذروتها في ذلك اليوم من عام 2002، عندما رفضت أنجيلا الخروج معه بعد انفصالهما. قام صديقها بضربها ووجدت أنجيلا باركر من قبل أحد المارة. بعد الاعتداء عليها، أُبلغت عائلة أنجيلا بأنها ستبقى إلى الأبد في حالة غيبوبة مستمرة. وبعد الهجوم، قضت أنجيلا ثمانية أسابيع في المستشفى وخمسة أشهر في علاج إعادة التأهيل وثلاث سنوات في مستشفى لإعادة التأهيل. تستخدم الآن كرسيًا متحركًا وتعاني من إصابة خطيرة في الدماغ وهي غير قادرة على الكلام،  وبعد خمس سنوات، استعادت أخيراً قدرتها على الكلام. لا تتذكر أنجيلا الأشهر الـ 12 التي سبقت الهجوم ولم تسترجع من ذاكرتها إلا الفترة ما بين ثلاثة عشر وخمسة عشر عامًا. سلَم صديقها السابق نفسه فيما بعد وحُكم عليه بالسجن لمدة لا تقل عن سبع سنوات ونصف.

## النشاط
في عام 2011، قصت انجيلا قصتها لأكثر من 10,000 المراهقين الأستراليين الدوليون في 2007، قالت انجيلا قصه اعتداءها في دوره استثنائية للجمعية العامة للأمم المتحدة حول الأطفال. وقد اختيرت كواحدة من 15 امرأة لحضور مؤتمر للأمم المتحدة عُقد لمدة أربعة أيام حول النشاط والسياسة. عملت أنجيلا مع تحالف الشباب في دور التقاعد ومثلت الشباب في عدة مؤتمرات لحزب العمل الأسترالي. في 2015، كانت أنجيلا الضيف الخاص لمسيرة الشريط الأبيض في بلدة لاكيمبا التابعة لمدينة سيدني. أما في عام 2004، تحولت قصة أنجيلا إلى فيلم يسمى«يحبني، لا يحبني: قصة أنجيلا باركر» من إنتاج الحكومة الأسترالية لحملتها «العنف ضد المرأة، أستراليا تقول لا». في 2011. رُشحت أنجيلا باركر للحصول على جائزة الشاب الأسترالي للعام من قبل فيكتوريا.